# Jodie Foster
Alicia Christian „Jodie” Foster (Los Angeles, Kalifornia, 1962. november 19. –) kétszeres Oscar- és négyszeres Golden Globe-díjas amerikai színésznő, filmrendező.

## Élete és munkássága
Szülei Lucius Foster és Evelyn Almond. Középiskolai éveit egy igen exkluzív iskolában (Lycée Français de Los Angeles) töltötte, majd onnan a Yale Egyetemre került, ahol summa cum laude diplomázott angol irodalomból 1985-ben.
Már 1965-ben feltűnt a reklámokban, majd később szórakoztató sorozatokban is. 1969-ben debütált a Mayberry R.F.D. című filmben. 1970 óta több mint 50 filmben vagy tévéjátékban szerepelt. 1972-ben kapta meg első főszerepét a Napóleon és Samantha című filmben. 1975-ben forgatott első alkalommal Martin Scorsese-val az Alice már nem lakik itt címűt. 1976-ban Oscar-díjra jelölték a Taxisofőr című filmben nyújtott alakításáért. John Hinckley azt állította, hogy a Taxisofőrben látott Jodie Foster figyelmét szerette volna felkelteni tettével, amikor rálőtt Ronald Reagan amerikai elnökre. 1988-ban és 1991-ben is Oscar-díjat kapott (A vádlottak; A bárányok hallgatnak). 1992-ben Woody Allennel is együtt dolgozott az Árnyak és köd című filmben. 1994-ben Liam Neeson és Natasha Richardson mellett ő is főszereplője volt a Nell, a remetelány című filmnek. A következő nagy filmes szerepe a Kapcsolat volt, ahol Matthew McConaughey volt a partnere. A 2000-es évek elején a Pánikszoba című filmben tűnt fel Kristen Stewart, Forest Whitaker és Jared Leto színészek mellett. 2006-ban Denzel Washington és Clive Owen partnere volt A belső ember című filmben.

## Magánélete
Foster a magánélethez való jogot saját elmondása szerint "mindennél előbbre helyezi", így ritkán beszél családjáról. Los Angeles-ben él párjával, két fia van, Charles "Charlie" Foster (született: 1998) és Christopher "Kit" Foster (született: 2001), családját még előző partnerével Cydney Bernarddal alapította, akivel a Sommersby (1993) forgatásán ismerkedett meg, kapcsolatuk 1993-tól 2008-ig tartott. 2014 áprilisában Foster házasságot kötött Alexandra Hedison színésznővel, fotográfussal.

## Filmográfia

### Film

#### Rendező és producer
| Év   | Magyar cím                                                | Eredeti cím                                      | Feladatkör | Feladatkör | Megjegyzések   |
| Év   | Magyar cím                                                | Eredeti cím                                      | Rendező    | Producer   | Megjegyzések   |
| ---- | --------------------------------------------------------- | ------------------------------------------------ | ---------- | ---------- | -------------- |
| 1986 | Halálra rémülve                                           | Mesmerized                                       | Nem        | Koproducer |                |
| 1991 | Más, mint a többiek                                       | Little Man Tate                                  | Igen       | Nem        |                |
| 1994 | Nell, a remetelány                                        | Nell                                             | Nem        | Igen       |                |
| 1995 | Szédült hétvége                                           | Home for the Holidays                            | Igen       | Igen       |                |
| 2000 | Szerelmem szelleme                                        | Waking the Dead                                  | Nem        | Vezető     |                |
| 2002 | Oltári fiúk                                               | The Dangerous Lives of Altar Boys                | Nem        | Vezető     |                |
| 2007 | A másik én                                                | The Brave One                                    | Nem        | Vezető     |                |
| 2011 | A hódkóros                                                | The Beaver                                       | Igen       | Nem        |                |
| 2016 | Pénzes cápa                                               | Money Monster                                    | Igen       | Nem        |                |
| 2018 | Légy természetes! – Alice Guy-Blaché ismeretlen története | Be Natural: The Untold Story of Alice Guy-Blaché | Nem        | Vezető     | dokumentumfilm |
| 2024 |                                                           | Alok                                             | Nem        | Vezető     | rövidfilm      |

#### Színész
| Év   | Magyar cím                                     | Eredeti cím                             | Szerep                                | Magyar hang        |
| ---- | ---------------------------------------------- | --------------------------------------- | ------------------------------------- | ------------------ |
| 1972 | Napóleon és Samantha                           | Napoleon and Samantha                   | Samantha                              | Szénási Kata       |
| 1972 |                                                | Kansas City Bomber                      | Rita                                  |                    |
| 1973 | Tom Sawyer kalandjai                           | Tom Sawyer                              | Becky Thatcher                        | Piroska Katalin    |
| 1973 | Tom Sawyer kalandjai                           | Tom Sawyer                              | Becky Thatcher                        | Czető Zsanett      |
| 1973 | Egy kis indián                                 | One Little Indian                       | Martha McIver                         |                    |
| 1974 | Alice már nem lakik itt                        | Alice Doesn't Live Here Anymore         | Audrey                                | Dögei Éva          |
| 1976 | Taxisofőr                                      | Taxi Driver                             | Iris "Easy" Steensma                  | Köves Dóra         |
| 1976 | Taxisofőr                                      | Taxi Driver                             | Iris "Easy" Steensma                  | Csifó Dorina       |
| 1976 | A nyár visszhangjai                            | Echoes of a Summer                      | Deirdre Striden                       |                    |
| 1976 | Bugsy Malone                                   | Bugsy Malone                            | Tallulah                              | Szinetár Dóra      |
| 1976 | A kislány, aki az utcánkban lakik              | The Little Girl Who Lives Down the Lane | Rynn Jacobs                           | Bogdányi Titanilla |
| 1976 | Kelekótya péntek (Bolondos péntek)             | Freaky Friday                           | Annabel Andrews / Ellen Andrews       | Pacziga Mónika     |
| 1976 | Kelekótya péntek (Bolondos péntek)             | Freaky Friday                           | Annabel Andrews / Ellen Andrews       | Hermann Lilla      |
| 1977 |                                                | Moi, fleur bleue                        | Isabelle Tristan (a.k.a. Fleur bleue) |                    |
| 1977 |                                                | Beach House                             | Teresina Fedeli                       |                    |
| 1977 | A kapitány kincse (Reszkessetek, kincsrablók!) | Candleshoe                              | Casey Brown                           | Köves Dóra         |
| 1980 | Rókák                                          | Foxes                                   | Jeanie                                | Dögei Éva          |
| 1980 |                                                | Carny                                   | Donna                                 |                    |
| 1982 | O’Hara felesége                                | O'Hara's Wife                           | Barbara O'Hara                        |                    |
| 1984 | Hotel New Hampshire                            | The Hotel New Hampshire                 | Frannie Berry                         |                    |
| 1984 |                                                | The Blood of Others                     | Hélène Bertrand                       |                    |
| 1986 | Halálra rémülve                                | Mesmerized                              | Victoria Thompson                     | Kocsis Judit       |
| 1987 | Az ötödik sarok                                | Five Corners                            | Linda                                 |                    |
| 1987 | Nagyra törő álmok                              | Siesta                                  | Nancy                                 |                    |
| 1988 | Pontrablás                                     | Stealing Home                           | Katie Chandler                        |                    |
| 1988 | A vádlottak                                    | The Accused                             | Sarah Tobias                          | Hegyi Barbara      |
| 1990 | Csapdában                                      | Catchfire                               | Anne Benton                           | Hámori Eszter      |
| 1991 | A bárányok hallgatnak                          | The Silence of the Lambs                | Clarice Starling                      | Ráckevei Anna      |
| 1991 | Más, mint a többiek                            | Little Man Tate                         | Dede Tate                             |                    |
| 1991 | Árnyak és köd                                  | Shadows and Fog                         | prostituált                           | Kubik Anna         |
| 1993 | Sommersby                                      | Sommersby                               | Laurel Sommersby                      | Kovács Nóra        |
| 1993 |                                                | It Was a Wonderful Life                 | narrátor (dokumentumfilm)             |                    |
| 1994 | Maverick                                       | Maverick                                | Mrs. Annabelle Bransford              | Györgyi Anna       |
| 1994 | Nell, a remetelány                             | Nell                                    | Nell Kellty                           | Nagy-Kálózy Eszter |
| 1997 | Kapcsolat                                      | Contact                                 | Dr. Eleanor Arroway                   | Fehér Anna         |
| 1999 | Anna és a király                               | Anna and the King                       | Anna Leonowens                        | Orosz Anna         |
| 2002 | Oltári fiúk                                    | The Dangerous Lives of Altar Boys       | Assumpta nővér                        |                    |
| 2002 | Pánikszoba                                     | Panic Room                              | Meg Altman                            | Ráckevei Anna      |
| 2003 |                                                | Abby Singer                             | önmaga                                |                    |
| 2004 | Hosszú jegyesség                               | A Very Long Engagement                  | Elodie Gordes                         | Román Judit        |
| 2005 | Légcsavar                                      | Flightplan                              | Kyle Pratt                            | Ráckevei Anna      |
| 2005 | Légcsavar                                      | Flightplan                              | Kyle Pratt                            | Orosz Anna         |
| 2006 | A belső ember                                  | Inside Man                              | Madeline White                        | Ráckevei Anna      |
| 2007 | A másik én                                     | The Brave One                           | Erica Bain                            | Ráckevei Anna      |
| 2008 | Nim szigete                                    | Nim's Island                            | Alexandra Rover                       | Kisfalvi Krisztina |
| 2011 | A hódkóros                                     | The Beaver                              | Meredith Black                        | Orosz Anna         |
| 2011 | Az öldöklés istene                             | Carnage                                 | Penelope Longstreet                   | Szirtes Ági        |
| 2013 | Elysium – Zárt világ                           | Elysium                                 | Delacourt védelmi miniszter           | Kubik Anna         |
| 2018 | Hotel Artemis – A bűn szállodája               | Hotel Artemis                           | Jean Thomas / Nővér                   | Ráckevei Anna      |
| 2019 |                                                | Love, Antosha                           | önmaga                                |                    |
| 2021 |                                                | The Mauritanian                         | Nancy Hollander                       |                    |
| 2023 | Nyad                                           | Nyad                                    | Bonnie Stoll                          | Götz Anna          |

### Televízió

#### Rendező és producer
| Év        | Magyar cím                         | Eredeti cím                 | Feladatkör | Feladatkör | Megjegyzések                    |
| Év        | Magyar cím                         | Eredeti cím                 | Rendező    | Producer   | Megjegyzések                    |
| --------- | ---------------------------------- | --------------------------- | ---------- | ---------- | ------------------------------- |
| 1985      |                                    | Stephen King's Golden Tales | Nem        | Igen       | "Do Not Open This Box" szegmens |
| 1988      | Történetek a sötét oldalról        | Tales from the Darkside     | Igen       | Nem        | 1 epizód                        |
| 1998      | Egy gyermek kálváriája             | The Baby Dance              | Nem        | Vezető     | tévéfilm                        |
| 2013–2014 | Narancs az új fekete               | Orange Is the New Black     | Igen       | Nem        | 2 epizód                        |
| 2014      | Kártyavár                          | House of Cards              | Igen       | Nem        | 1 epizód                        |
| 2017      | Fekete tükör                       | Black Mirror                | Igen       | Nem        | 1 epizód (Arkangyal)            |
| 2024      | True Detective – A törvény nevében | True Detective              | Nem        | Vezető     | 6 epizód                        |

#### Színész
| Év        | Magyar cím                         | Eredeti cím                           | Szerep                              | Megjegyzések          |
| --------- | ---------------------------------- | ------------------------------------- | ----------------------------------- | --------------------- |
| 1968–1970 |                                    | Mayberry R.F.D.                       | kislány                             | 3 epizód              |
| 1969–1971 |                                    | The Courtship of Eddie's Father       | Joey Kelly                          | 5 epizód              |
| 1969      |                                    | The Doris Day Show                    | Jenny Benson                        | 1 epizód              |
| 1969      |                                    | Julia                                 | Cindy Blanchard                     | 1 epizód              |
| 1969–1972 |                                    | Gunsmoke                              | Susan Sadler / Patricia / Marieanne | 3 epizód              |
| 1970      |                                    | Menace on the Mountain                | Suellen McIver                      | tévéfilm              |
| 1970      |                                    | Daniel Boone                          | Rachel                              | 1 epizód              |
| 1970      |                                    | Adam-12                               | Mary Bennett                        | 1 epizód              |
| 1970      |                                    | Nanny and the Professor               | Angela                              | 1 epizód              |
| 1971–1972 |                                    | My Three Sons                         | Priscilla Hobson                    | 6 epizód              |
| 1972      |                                    | Bonanza                               | Bluebird                            | 1 epizód              |
| 1972      |                                    | Ghost Story                           | Judy                                | 1 epizód              |
| 1972      |                                    | The Paul Lynde Show                   | Maggie                              | 1 epizód              |
| 1972      |                                    | My Sister Hank                        | Henrietta "Hank" Bennett            | tévéfilm              |
| 1972      |                                    | The Amazing Chan and the Chan Clan    | Anne Chan (hangja)                  | 14 epizód             |
| 1972      |                                    | Ironside                              | Pip Morrison                        | 1 epizód              |
| 1973      |                                    | Bob & Carol & Ted & Alice             | Elizabeth Henderson                 | 5 epizód              |
| 1973      |                                    | Rookie of the Year                    | Sharon Lee                          | tévéfilm              |
| 1973      |                                    | ABC Afterschool Special               | Sue                                 | tévéfilm              |
| 1973      |                                    | The Partridge Family                  | Julie                               | 1 epizód              |
| 1973      |                                    | Love Story                            | Ellie Madison                       | 1 epizód              |
| 1973      |                                    | Kung Fu                               | Alethea Patricia Ingram             | 1 epizód              |
| 1973      |                                    | The New Perry Mason                   | Hildy Haynes                        | 1 epizód              |
| 1973      |                                    | The Addams Family                     | Pugsley Addams (hangja)             |                       |
| 1974      |                                    | Smile, Jenny, You're Dead             | Liberty Cole                        | tévéfilm              |
| 1974      |                                    | Paper Moon                            | Addie Loggins                       | 13 epizód             |
| 1975      |                                    | Medical Center                        | Ivy                                 | 1 epizód              |
| 1975      |                                    | The Secret Life of T. K. Dearing      | T. K. Dearing                       | tévéfilm              |
| 1983      | Állatfogó kommandó                 | Svengali                              | Zoe Alexander                       | tévéfilm              |
| 1996      | Frasier – A dumagép                | Frasier                               | Marlene (hangja)                    | 1 epizód              |
| 1997      | X-akták                            | The X-Files                           | Betty (hangja)                      | 1 epizód (Soha többé) |
| 2005      |                                    | Statler and Waldorf: From the Balcony | önmaga                              | 1 epizód              |
| 2009      | A Simpson család                   | The Simpsons                          | Maggie Simpson (hangja)             | 1 epizód              |
| 2014      |                                    | Makers: Women Who Make America        | narrátor                            | 1 epizód              |
| 2024      | True Detective – A törvény nevében | True Detective                        | Liz Danvers                         | 4. évad (6 epizód)    |

## Érdekességek
1998-ban elneveztek róla egy újonnan felfedezett kisbolygót, amelynek pályája a Marsé és a Jupiteré közé esik. Az égitest a 17744 Jodiefoster nevet viseli.

## Fontosabb díjak és jelölések
Oscar-díj

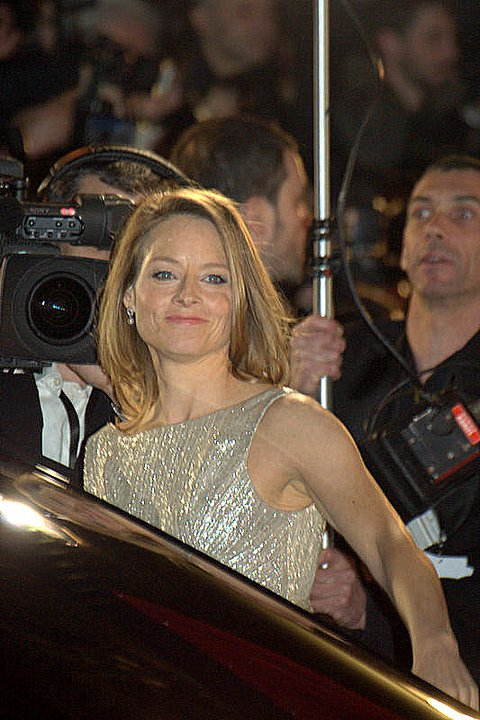
2011-ben

- 2024 jelölés: legjobb női mellékszereplő - Nyad
- 1992 díj: legjobb színésznő – A bárányok hallgatnak
- 1989 díj: legjobb színésznő – A vádlottak
- 1994 jelölés: legjobb színésznő – Nell, a remetelány
- 1976 jelölés: legjobb női mellékszereplő – Taxisofőr

Golden Globe-díj
- 2025 díj: legjobb női főszereplő (minisorozat vagy tévéfilm) - True Detective – A törvény nevében
- 2024 jelölés: legjobb női mellékszereplő - Nyad
- 2021 díj: legjobb női mellékszereplő - The Mauritanian
- 2013 díj: Cecil B. DeMille-életműdíj
- 2012 jelölés: legjobb színésznő (vígjáték) - Az öldöklés istene
- 2008 jelölés: legjobb színésznő (filmdráma) – A másik én
- 1998 jelölés: legjobb színésznő (filmdráma) – Kapcsolat
- 1995 jelölés: legjobb színésznő (filmdráma) – Nell, a remetelány
- 1992 díj: legjobb színésznő (filmdráma) – A bárányok hallgatnak
- 1989 díj: legjobb színésznő (filmdráma) – A vádlottak
- 1977 jelölés: legjobb női főszereplő – filmmusical vagy vígjáték – Bolondos péntek

BAFTA-díj
- 1992 díj: legjobb színésznő – A bárányok hallgatnak
- 1990 jelölés: legjobb színésznő – A vádlottak
- 1977 díj: legjobb női mellékszereplő – Bugsy Malone és Taxisofőr
- 1977 díj: Legígéretesebb elsőfilmes főszereplő – Bugsy Malone és Taxisofőr

Primetime Emmy-díj
- 2024 díj: Legjobb női főszereplő (televíziós minisorozat vagy tévéfilm) – True Detective – A törvény nevében
- 2024 jelölés: Legjobb minisorozat  – True Detective – A törvény nevében
- 2014 jelölés: Legjobb rendező (vígjátéksorozat) – Narancs az új fekete
- 1999 jelölés: Legjobb tévéfilm – Egy gyermek kálváriája

New York-i Filmkritikusok Egyesülete
- díj: legjobb színésznő – A bárányok hallgatnak

Screen Actors Guild-díj
- 2025 jelölés: legjobb női főszereplő (minisorozat vagy tévéfilm) – True Detective – A törvény nevében
- 2024 jelölés: legjobb női mellékszereplő – Nyad
- 1994 díj: legjobb női főszereplő – Nell, a remetelány